# ويم فان هانيغيم

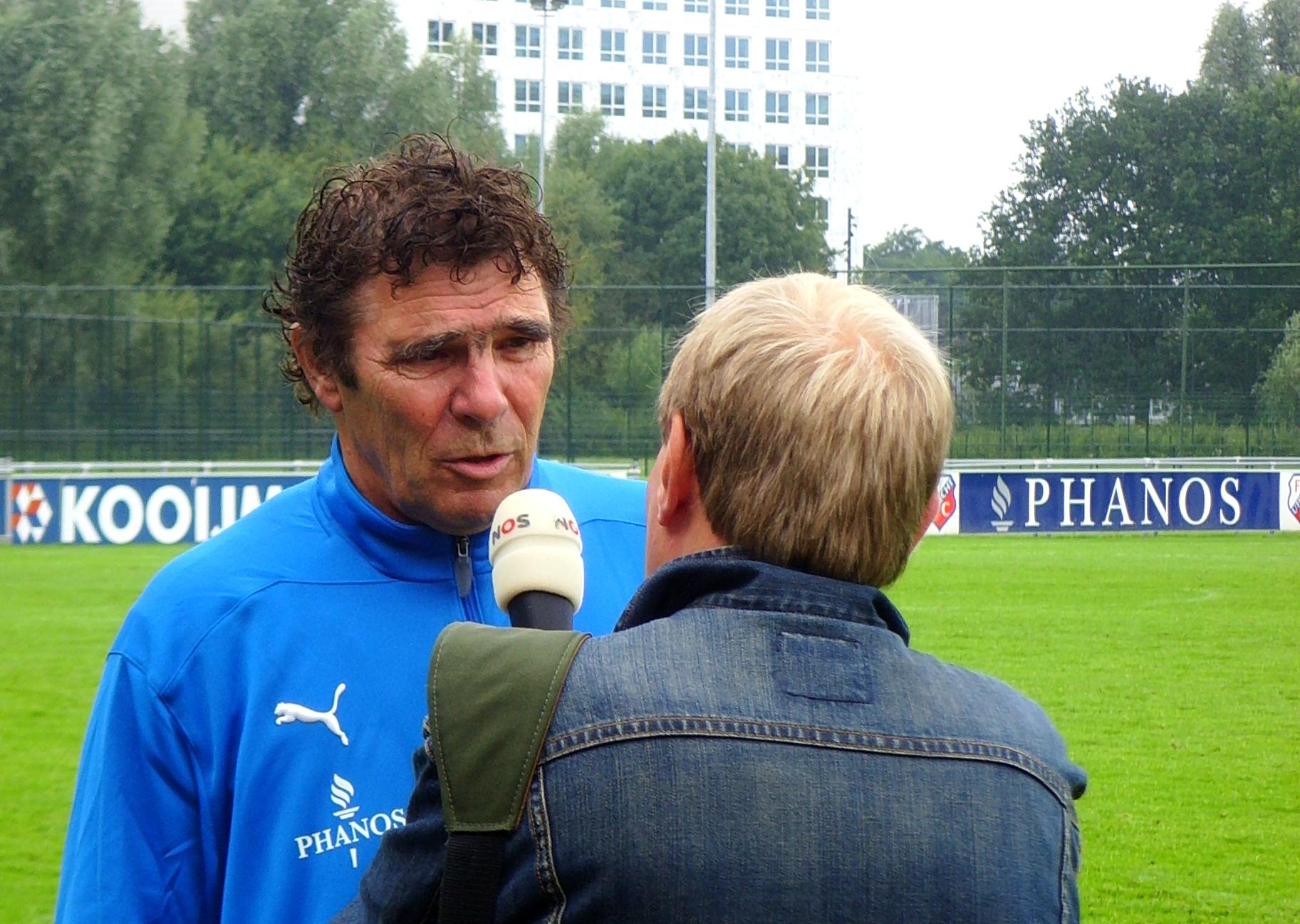
ويم فان هانيغيم.

ويم فان هانيغيم (بالهولندية: Willem van Hanegem)‏، من مواليد 20 فبراير 1944، لاعب كرة قدم هولندي سابق، ومدرب كرة قدم هولندي حالي.
لعب مع منتخب هولندا لكرة القدم.
درب نادي الهلال السعودي في موسم 1995/1996.

## روابط خارجية
- ويم فان هانيغيم على موقع الاتحاد الدولي (مؤرشف)  (الإنجليزية)
- ويم فان هانيغيم على موقع الاتحاد الأوربي (الإنجليزية)
- ويم فان هانيغيم على موقع قاعدة بيانات كرة القدم.إي يو (الإنجليزية)
- ويم فان هانيغيم على موقع ناشيونال فوتبول تيمز (الإنجليزية)
- ويم فان هانيغيم على موقع عالم كرة القدم.نت (الإنجليزية)
- ويم فان هانيغيم على موقع كووورة